# Amaury de Oliveira e Silva
Amaury de Oliveira e Silva (Rio Negro, 17 de janeiro de 1924 — Curitiba, 17 de novembro de 2002) foi um advogado e político brasileiro.
Foi ministro do Trabalho e Previdência Social no Governo João Goulart, de 18 de junho de 1963 a 31 de março de 1964.
Exilado no Uruguai, retornou ao Brasil em 1979.